# Saint-Barthélemy-de-Bussière
 Saint-Barthélemy-de-Bussière  es una población y comuna francesa, situada en la región de Aquitania, departamento de Dordoña, en el distrito de Nontron y cantón de Bussière-Badil.

## Demografía
| 374 | 345 | 307 | 270 | 271 | 244 |
| Para los censos de 1962 a 1999 la población legal corresponde a la población sin duplicidades (Fuente: INSEE [Consultar]) |     |     |     |     |     |

## Puntos de interés
- Jardin botanique des oiseaux